# San Pedro, Yaxcabá
San Pedro är en ort i Mexiko.   Den ligger i kommunen Yaxcabá och delstaten Yucatán, i den östra delen av landet, 1 100 km öster om huvudstaden Mexico City. San Pedro ligger 37 meter över havet och antalet invånare är 174.
Terrängen runt San Pedro är mycket platt. Runt San Pedro är det glesbefolkat, med 9 invånare per kvadratkilometer. Närmaste större samhälle är Tiholop, 7,3 km sydost om San Pedro. I omgivningarna runt San Pedro växer i huvudsak städsegrön lövskog.